# アッシャー家の崩壊

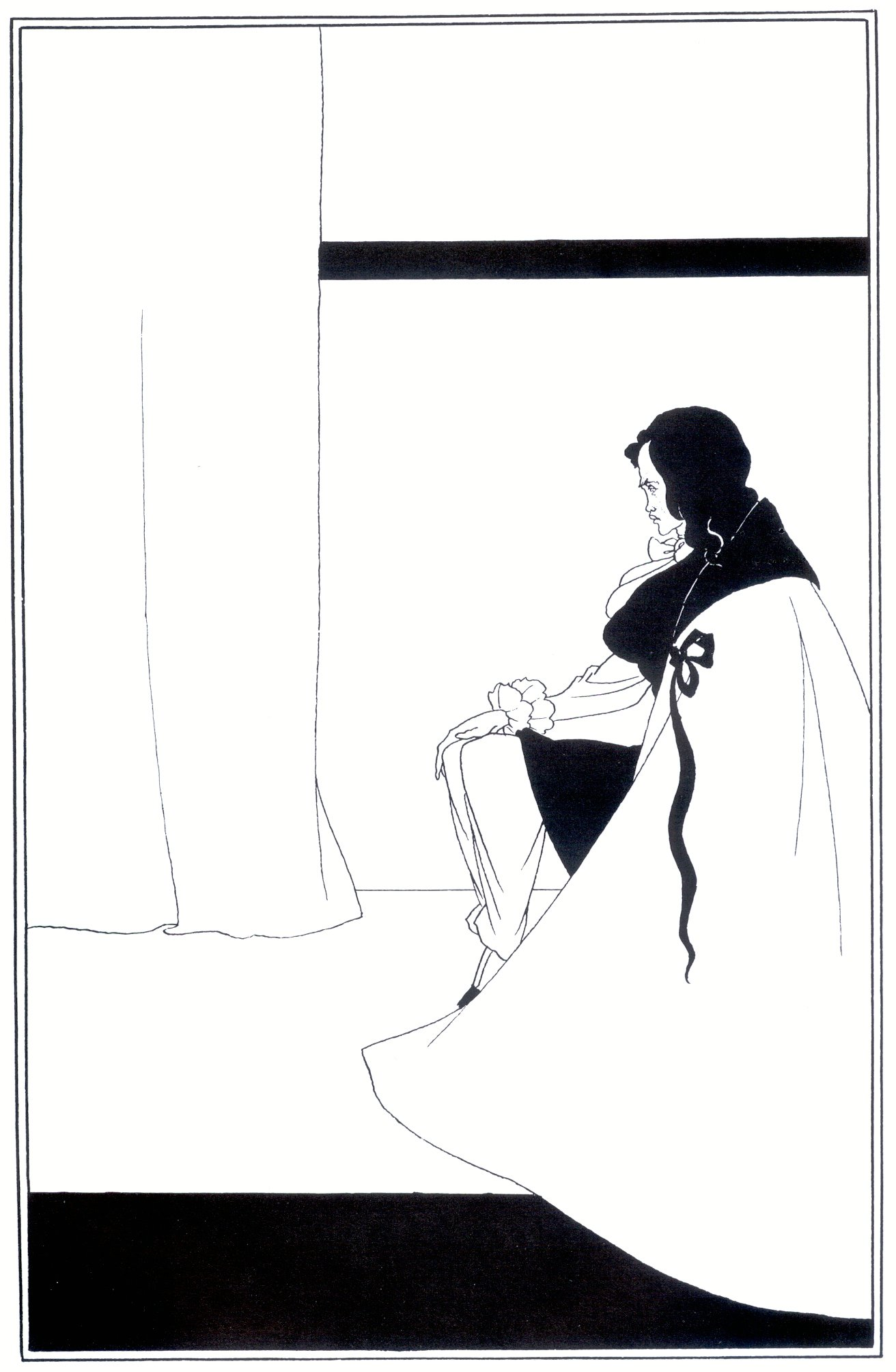
オーブリー・ビアズリーによる挿絵（1894年）

『アッシャー家の崩壊』（アッシャーけのほうかい、"The Fall of the House of Usher"）は、1839年に発表されたエドガー・アラン・ポーの短編小説。旧友アッシャーが姉妹と二人で住む屋敷に招かれた語り手が、そこに滞在するうちに体験する様々な怪奇な出来事を描く、ゴシック風の幻想小説である。ポーの代表的な短編として知られており、美女の死と再生、あるいは生きながらの埋葬、得体の知れない病や書物の世界への耽溺など、ポー作品を特徴づけるモチーフの多くが用いられている。『バートンズ・ジェントルマンズ・マガジン』9月号に初出、1840年に『グロテスクとアラベスクの物語』に収録された。

## あらすじ
少年時代の旧友ロデリック・アッシャーから突然の手紙を受け取った語り手は、荒涼としたアッシャー家の屋敷にたどり着く。神経を病んだロデリックは、その病状を軽減するために唯一の友人である語り手に来訪を請うたのであった。数年ぶりに合った旧友は、かつての面影を残しながらもすっかり様子が変わっており、中でも死人のような肌と瞳の輝きが語り手を驚かせる。ロデリック自身の説明するところでは、この神経疾患はアッシャー家特有のもので治療のしようがなく、一度かかると奇妙な感覚に囚われたり、五感が異常に研ぎ澄まされて苦痛を感じさせたりするのだという。病の原因は、最愛の双子の妹マデラインが長い重病のために死に瀕しているからであった。
語り手はアッシャー家に滞在し、その間ともに書物を読んだり、ロデリックの弾くギターを聴いたりして時を過ごす。やがてある晩、ロデリックは妹マデラインがついに息を引き取ったことを告げ、二人はその亡骸を棺に納め地下室に安置する。この妹の死によって、ロデリックの錯乱は悪化していく。
それから7，8日経った晩、二人は窓から、屋敷全体が雲に覆われているのを見る。この奇怪な光景がロデリックの病状に影響することを恐れた語り手は、ランスロット・キャニングの『狂気の遭遇』(架空の文学作品)を朗読しロデリックの気を紛らわせようとする。しかし物語を読み進めるうち、その本の内容と呼応する不気味な音が屋敷のどこかから響いてくる。その音はだんだん近づいてき、やがてはっきりと聞こえるようになると、ロデリックはその音がマデラインの動き回る音だと告白する。やがて重い扉が開き、血で汚れたマデラインが現れると、彼女は兄にのしかかり二人は死ぬ。恐怖に駆られた語り手が屋敷を飛び出して逃げて行くと、その背後でアッシャーの屋敷は轟音を立てて崩れ落ちた。

## 解題

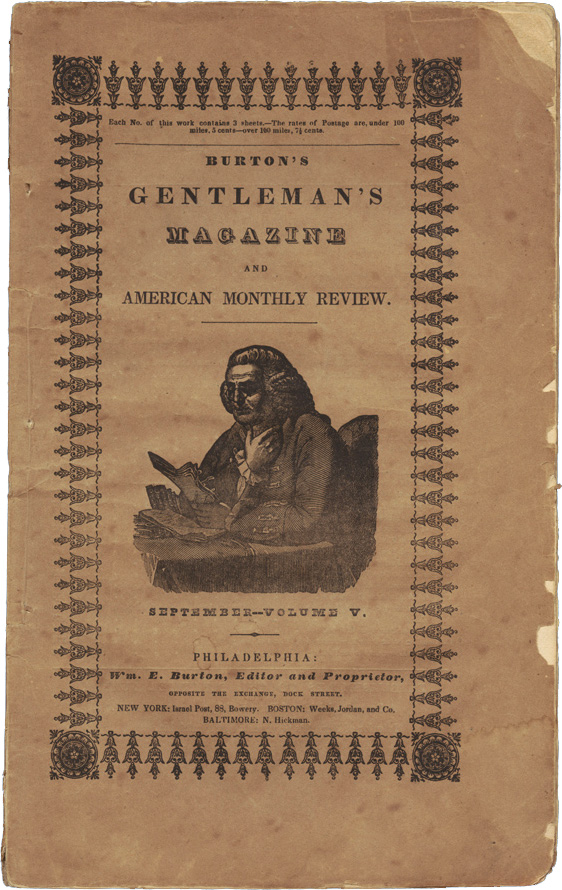
『ジェントルマンズ・マガジン』の「アッシャー家の崩壊」掲載号（1839年）

「アッシャー家の崩壊」は、ポーの散文作品のうち最もよく知られた作品である。ポーの多くの作品と同様、この作品もゴシック小説の伝統に則って書かれており、アメリカにおけるゴシック小説の代表作と考えられている。編集者G.R.トマソンは『エドガー・アラン・ポー短編傑作集』（1970年）の序文において、「この物語は長くゴシック・ホラーの傑作と見なされてきたものであり、また劇的なアイロニーと構成的なシンボリズムを併せ持つ傑作でもある」（36頁）と書いている。また日本語版の訳者巽孝之は、ポーのこの達成がなければ、スティーブン・キングを原作としたキューブリックの映画『シャイニング』も、マーク・Z・ダニエレブスキーの『紙葉の家』も「決してありえなかっただろう」としている。もっとも、ポーが「モレラ」や「ライジーア」などで用いた人物像や場面を使いまわしている、あるいは原因不明の病や狂気といったポーのお決まりのパターンを繰り返しているといったことに対しては批判も存在する。
ポーはこの作品をボストンのルイス・ウォーフに実在した「アッシャー家」の屋敷において起こった事件から着想を得たらしい。この事件はある船員が屋敷の主人の若妻と密通し、それを知った主人が妻とともに船員を捕らえて殺害したというもので、1800年にこの屋敷が取り壊された時、互いに抱き合った二つの遺体が地下貯蔵庫から発見された。また女優であったポーの実母の親友にもアッシャーの姓を持つ女性がおり、彼女はジェイムズとアグネスという双子をもうけたが、ふたりは1814年に孤児となり、揃って神経を病んだという。
作品冒頭でエピグラフとして掲げられているド・ベランジェからの引用句「彼の心はあたかも張り詰めたリュートのようだ。ひとたび触れれば、たちまち共鳴してしまう」（巽孝之訳）は、ベランジェの原文では「彼の心（Son cœur）」ではなく「私の心（Mon cœur）」になっている。また作中で「フォン・ヴェーバー最後のワルツ」について言及があるが、このピアノ曲も実際には上述のド・ベランジェが作曲したもので、ウェーバーが1826年に死去した際に遺品の間に見つかったため誤って彼に帰せられていたものであった。作中でロデリックによる歌曲として使用されているポー自身の詩「狂える城」は『ボルティモア・ミュージアム』1839年4月号が初出。ロデリックの蔵書として紹介されている書物のほとんどは実在の書物だが、最後に登場する「サー・ランスロット・キャニングの『狂気の遭遇』」という作品は架空の書物である。

## 書誌情報
- 『アッシヤァ家の没落』谷崎精二訳、新潮社、1925年。ほか
- 「アッシャア家の崩壊」佐々木直次郎訳、『エドガア・アラン・ポオ小説全集第２巻 群集の人』第一書房、1931年。ほか
- 「アッシャー家の崩壊」松村達雄訳、『世界文学全集 第一期・十九世紀21 ポオ篇』河出書房、1950年。ほか
- 「アッシャー家の崩壊」小川和夫訳、『世界文学全集26　ポオ・ボオドレール集』筑摩書房、1968年。ほか
- 『アッシャー家の没落 世界の名作文学 26』久米元一訳、岩崎書店、1968年。ほか
- 「アッシャー家の崩壊」小泉一郎訳、『世界文学全集第14 ポオ・ホーソン』講談社、1969年
- 「アッシャア館の崩壊」刈田元司訳、『コレクターズ版世界文学全集7 Ｅ．Ａ．ポー』日本ブック・クラブ、1971年
- 「アッシャー家の崩壊」河野一郎訳、エドガー・アラン・ポー『ポオ小説全集 Ⅰ』佐伯彰一解説、阿部知二ほか訳、東京創元社〈創元推理文庫〉、1974年6月28日。ISBN 978-4-488-52201-8。
- 「アッシャー館の崩壊」富士川義之訳、『黒猫』集英社文庫、1992年5月。ISBN 9784087520255
　旧版『世界文学全集30 ポー・ホーソン』集英社、1980年
- 「アッシャー家の崩壊」八木敏雄訳、エドガー・アラン・ポーほか著『米国ゴシック作品集』志村正雄編・解説、志村正雄ほか訳、国書刊行会〈ゴシック叢書 22〉、1982年12月。ISBN 4-336-02756-0。
- 「アッシャー家の崩壊」、エドガー・アラン・ポー作『モルグ街の殺人事件』金原瑞人訳、岩波書店〈岩波少年文庫〉、2002年8月20日。ISBN 4-00-114556-1。
- 「アッシャア屋形崩るるの記」日夏耿之介訳、『ゴシック名訳集成 西洋伝奇物語 伝奇ノ匣7』学研M文庫、2004年
- ポオ作『黄金虫・アッシャー家の崩壊 他九篇』八木敏雄訳、岩波書店〈岩波文庫〉、2006年4月。ISBN 4-00-323063-9。
- 「アッシャー家の崩壊」、エドガー・アラン・ポー著『エドガー・アラン・ポー短篇集』西崎憲編訳、筑摩書房〈ちくま文庫〉、2007年5月。ISBN 978-4-480-42321-4。
- エドガー・アラン・ポー著『黒猫・アッシャー家の崩壊――ポー短編集Ｉ ゴシック編』巽孝之訳、新潮社〈新潮文庫〉、2009年4月。ISBN 978-4-10-202804-9。
- 「アシャー館の崩壊」丸谷才一訳、『ポー名作集』中公文庫、改版2010年7月
- 「アッシャア家の崩没」龍膽寺旻訳、『世界幻想文学大全 怪奇小説精華』ちくま文庫、2012年
- 「アツシヤア家の覆滅」谷崎潤一郎訳、『谷崎潤一郎全集　第6巻』中央公論新社、2015年
- 「アッシャー家の崩壊」鴻巣友季子訳、『E・A・ポー　ポケットマスターピース09』 集英社文庫ヘリテージシリーズ、2016年
- エドガー・アラン・ポー著『アッシャー家の崩壊 / 黄金虫』小川高義訳、光文社古典新訳文庫、2016年5月。ISBN 978-4-33475331-3。
- 「アッシャー家の崩壊」河合祥一郎訳、『ポー傑作選１―ゴシックホラー編』角川文庫、2022年2月

## 翻案

### 映画
- アッシャー家の末裔 La Chute de la maison Usher （1928年、フランス）監督：ジャン・エプスタン
- アッシャー家の崩壊 The Fall of the House of Usher （1928年、アメリカ合衆国）監督：ジェームズ・シブレイ・ワトソン
- アッシャー家の崩壊 The Fall of the House of Usher （1949年、イギリス）監督：イヴァン・バーネット
- アッシャー家の惨劇 House of Usher （1960年、アメリカ合衆国）監督：ロジャー・コーマン、主演：ヴィンセント・プライス
- アッシャー家の崩壊 Zánik domu Usheru （1980年、チェコ）ヤン・シュヴァンクマイエルのアニメーション
- アッシャー家の大虐殺 El hundimiento de la casa Usher （1983年、スペイン・フランス）監督：ジェス・フランコ
- アッシャー家の崩壊 The House of Usher （1988年、アメリカ合衆国）監督：アラン・バーキンショー、主演：オリヴァー・リード
- ハウス・オブ・アッシャー 〜アッシャー家の崩壊〜 The House of Usher （2006年、アメリカ合衆国）監督：ヘイリー・クローク
- ハウス・オブ・アッシャー House of Usher （2008年、アメリカ合衆国）監督：デヴィッド・デコトー

### テレビドラマ
- アッシャー家の崩壊 The Fall of the House of Usher (2023年、Netflix)

### 音楽
- フランスの作曲家クロード・ドビュッシーは、1908年から1917年にかけてこの作品を元にしたオペラ『アッシャー家の崩壊』 (La chute de la maison Usher ) の制作を試みたが、台本は完成したものの、音楽はその死により未完の絶筆となった。2つの補筆版が存在する。
- イギリスのフォーク・ロックバンドリンディスファーンの楽曲 "Lady Eleanor"（1970年）は、この作品が元になっている。
- アラン・パーソンズ・プロジェクトの1976年のアルバム『怪奇と幻想の世界〜エドガー・アラン・ポーの世界』には「アッシャー家の崩壊」と題するインストルメンタルが収録されている（原曲ドビュッシー）。
- フィリップ・グラスは1987年にこの作品のオペラを製作している。台本はアーサー・ヨーリンクスによる。
- 1991年にはイギリスのシンガーソングライターピーター・ハミルが、クリス・ジャッジ・スミスの台本によりロック・オペラとして翻案している。

### その他
- JETが「アッシャー家の崩壊」として漫画化をしている。ストーリーにはアレンジがある。『吸血鬼ドラキュラ』（2004年、双葉社、ISBN 4-575-72525-0）などに収録。